# Joël Gallopin
Pour les articles homonymes, voir Galopin.
Joël Gallopin, né le 29 janvier 1953 à Rambouillet, est un ancien coureur cycliste français.

## Biographie
Chez les amateurs, il réalise une saison remarquée en 1977. Il remporte les Trois Jours de Vendée, termine notamment troisième de la Route de France, cinquième de Paris-Vierzon, dixième du Ruban granitier breton et 22e de la Course de la Paix.
Professionnel de 1978 à 1982, il participe à quatre Tours de France. Son aventure avec cette épreuve débute en 1978 avec un sévère accrochage avec un spectateur. Il abandonne avec une clavicule cassée. Au Tour de France 1980, il est le coéquipier de Raymond Martin qui remporte le Grand Prix de la montagne. Ses frères Alain et Guy ont également été coureurs professionnels. Son fils Tony l'est également depuis 2008. Une fois sa carrière terminée, il a monté une entreprise de couverture.

## Palmarès

### Amateur
- Amateur
  - 1967 à 1977 : 45 victoires
- 1973
  - Paris-Houdan
- 1976
  - Paris-Nogent-le-Roi
- 1977
  - Trois Jours de Vendée
  - 3ea étape de la Route de France (contre-la-montre)[1]
  - 2e du Tour de l'Essonne
  - 3e de la Route de France
  - 3e du championnat de France des comités

### Professionnel
- 1979
  - 8e de Bordeaux-Paris
- 1980
  - 4e étape du Tour de Corse
  - 3e du championnat de France de poursuite

## Résultats sur les grands tours

### Tour de France
4 participations
- 1978 : abandon (10e étape)
- 1979 : 67e
- 1980 : 77e
- 1981 : 86e

### Tour d'Espagne
1 participation
- 1979 : 58e